# Boeing P-8 Poseidon
O Boeing P-8 Poseidon (anteriormente denominado Multimission Maritime Aircraft ou MMA) é uma aeronave militar desenvolvida para a Marinha dos Estados Unidos (USN). O P-8 foi desenvolvido pela Boeing Defense, Space & Security, modificado a partir do Boeing 737-800. O P-8 é uma aeronave projetada para a guerra antissubmarino (ASW) de longo alcance; guerra antissuperfície; e missões de inteligência, vigilância e reconhecimento.

## Variantes
- P-8A Poseidon - Variante de produção desenvolvida para a Marinha dos EUA.
- P-8I Neptune - Variante de exportação para a Marinha Indiana. [1]

- P-8 AGS - Uma variante de vigilância de aérea (Airborne Ground Surveillance) proposta à Força Aérea dos Estados Unidos em 2010 como uma alternativa às atualizações para a frota de Northrop Grumman E-8 Joint STARS.[2] Seu design adiciona um radar de matriz eletronicamente verificada, no fundo da fuselagem.

## Operadores
Alemanha
- Marinha Alemã - Pedido de 5 P-8As com previsão para começarem as entregas a partir do ano de 2024,[3] onde eventualmente irá substituir os aviões P-3C Orion.

 Austrália
- Força Aérea Real Australiana - 2 P-8 em serviço desde março de 2017 e mais 10 para serem recebidos.[4]

 Coreia do Sul
- Marinha da Coreia do Sul - Pedido de 6 P-8As, com a entrega iniciada no início do ano de 2022,[5] em substituição da frota de aviões P-3 Orion.

 Índia
- Marinha Indiana - 8 aeronaves P-8I em desde de 2016;[6] outros 4 encomendados em julho de 2016.[7]

 Noruega
- Força Aérea Norueguesa - 5 P-8As encomendados, a serem entregues entre 2022 e 2023.[8]

 Nova Zelândia
- Força Aérea Real da Nova Zelândia - 4 P8-As encomendados, substituindo a frota atual de seis aeronaves P-3K2 Orion. O primeiro P8-A Poseidon está previsto para ser entregue no ano de 2022.[9]

 Reino Unido
- Força Aérea Real - 9 P8As encomendados.[10]

 Estados Unidos
- Marinha dos Estados Unidos - irá adquirir 122 aeronaves.[11] 50 aeronaves foram entregues até janeiro de 2017.[12][13]

## Especificações (P-8A)
Dados de: U.S. Navy, Boeing, e outros.
Descrições gerais
- Tripulação: 2 voo e 7 missão
- Comprimento: 39,47 m (130 ft)
- Envergadura: 37,64 m (120 ft)
- Altura: 12,83 m (42 ft)
- Peso vazio: 62 730 kg (138 000 lb)
- Peso de decolagem: 85 820 kg (189 000 lb)

Motorização
- Número de motores: 2x
- Tipo do motor: Turbofan
- Fabricante/modelo: CFM56-7B
- Empuxo por motor: 12 246,99 kgf (27 000 lbf) (120 kN)

Performance
- Velocidade máxima: 907 km/h (564 mph)
- Velocidade total em Mach: 0.7410 Ma
- Velocidade total em Nó: 489,5 kn (907 km/h)
- Alcance bélico: 2 222 km (1 380 mi)
- Tecto de serviço: 12 496 m (41 000 ft)

Armamentos
- Mísseis: AGM-84H/K SLAM-ER, Boeing AGM-84 Harpoon, torpedos Mark 54
- Número de pilones: 11 total; 5 internos e 6 externos.x

Equipamentos de orientação
- Aviônicos: Radar Raytheon AN/APY-10, AAS (Advanced Airbone Sensor) e SIGINT